# Hungersnöden i Ryssland 1921–1922

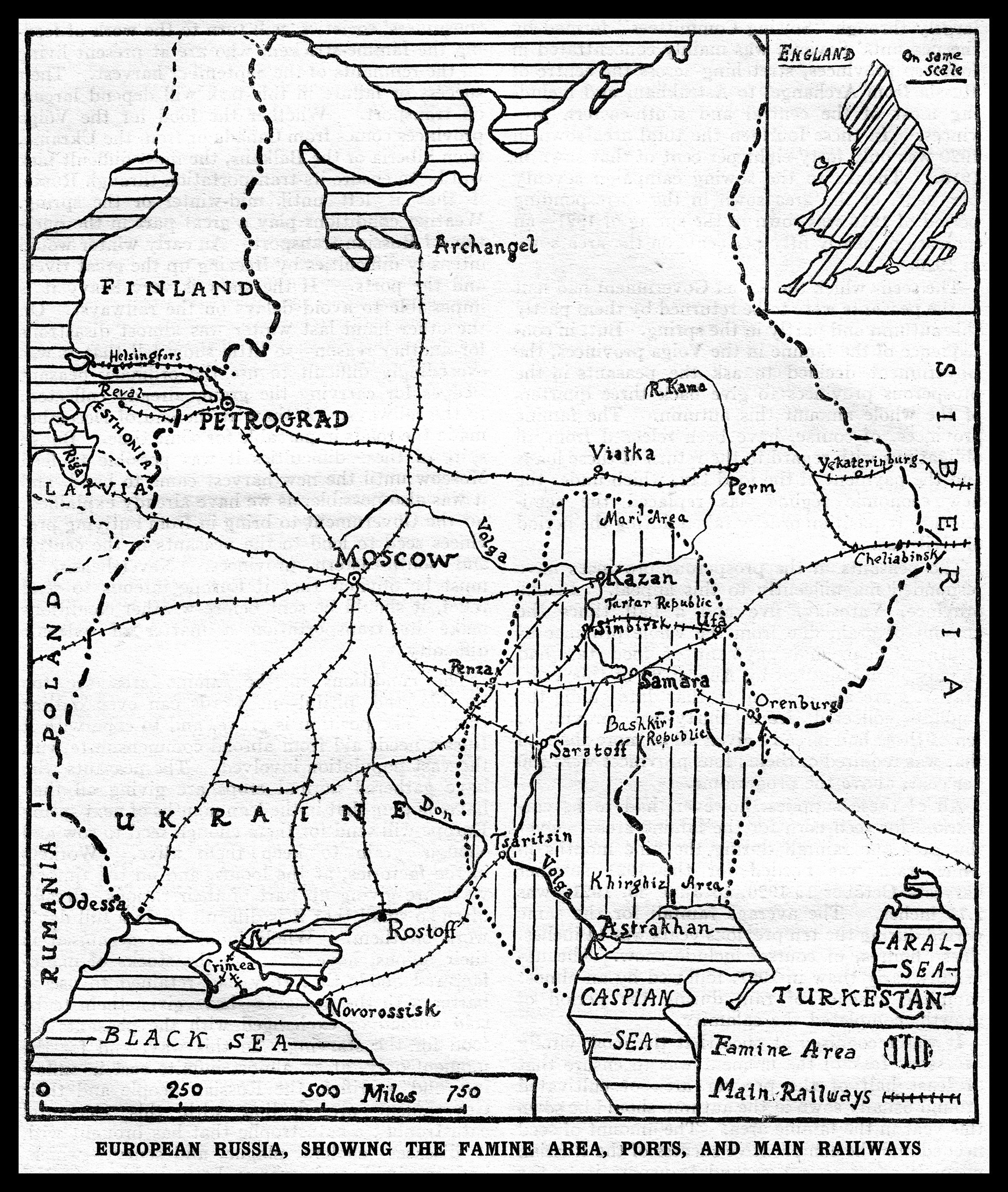
Hungersnödens utbredning hösten 1921.

Hungersnöden i Ryssland 1921–1922 (på ryska го́лод в Пово́лжье, hungern i Volga-området) var en allvarlig hungersnöd i den ryska sovjetiska federativa socialistiska republiken som började tidigt på våren 1921 och varade hela 1922.
Hungersnöden uppskattas ha skördat 5 miljoner offer och drabbade främst områdena runt floderna Volga och Ural, och kannibalism kan ha förekommit. Orsakerna låg i kombinationen av den ryska revolutionen, ekonomisk krigföring av ententen och ryska inbördeskriget, som förvärrades av ett järnvägssystem som saknade tillgång till bränsle och inte kunde distribuera mat effektivt.
Det torra året 1921 förvärrade situationen till en nationell katastrof. Hungern var så allvarlig att man åt utsädet hellre än att så. Hjälporganisationer var ibland tvungna att ge mat till järnvägspersonalen för att få sina varor transporterade.

Ryska inbördeskrigets europeiska del 1918–19.

Ryssland hade genomgått sex och ett halvt år av krig, både första världskriget och inbördeskriget 1918–20, varav det senare utkämpades inom landets gränser.  Ryska inbördeskriget uppskattas ha skördat 7–12 miljoner offer, de flesta civila. Under inbördeskriget så blockerade ententen handel och hjälpinsatser till Sovjetryssland. Röda korset i Sverige hindrades av England från att skicka en ångbåt avsedd för undernärda barn. Blockaden varade fram till första handelsavtalet med Storbritannien, 1921. 
Båda sidor i ryska inbördeskriget 1918–21, såväl bolsjevikerna som de vita, hade tagit mat från bönderna, dels för att försörja sina arméer och anhängare, dels för att förstöra fiendesidans försörjning. Den bolsjevikiska regeringen hade rekvirerat leveranser från bönderna mot liten eller ingen ersättning. Detta ledde till att bönderna drastiskt minskade sin produktion. De bönder (kulaker) som kunde höll tillbaka sitt överskott för att sälja på den svarta marknaden. 1920 skärpte Lenin kravet på matrekvisition från bönderna.
Inledningsvis avvisades all hjälp utifrån Sovjetryssland. American Relief Administration (ARA), grundad av Herbert Hoover (då statlig tjänsteman under president Wilson, senare handelsminister och 1929 president) för att hjälpa offren för svält under första världskriget, erbjöd hjälp till Lenin 1919, under förutsättning att de hade full kontroll över det ryska järnvägsnätet och delade ut mat opartiskt till alla. Lenin ansåg detta vara en inblandning i ryska inrikesfrågor och vägrade. 
Lenin blev till slut övertygad - av hungersnöden, Kronstadt-upproret, storskaliga bondeuppror som Tambov-upproret och av att någon tysk generalstrejk aldrig kom till stånd - att lägga om sin politik både in- och utrikes. Den 15 mars 1921 förordnade han den "nya ekonomiska politiken". Svälten bidrog också till att skapa en öppning mot väst: Lenin släppte in hjälporganisationerna. Krigshjälpen behövdes inte längre i Västeuropa, och ARA hade en organisation inrättad i Polen för att lindra den polska hungersnöden som började vintern 1919–2020.

## Omfattning
Hungersnöden var som värst från hösten 1921 till våren 1922, men den märktes av redan hösten 1920 och pågick ännu under större delen av 1923.
Enligt officiell statistik drabbades 35 guvernement, från södra Ural till Krim-halvön inklusive Basjkirien, Kazakstan, Tatarstan och södra Ukraina, men hårdast guvernementen Samara och Saratov längs floden Volga. I hela området bodde 90 miljoner människor. Antalet som drabbades av svälten uppges till allt mellan 16 och 40 miljoner, enligt officiell sovjetisk statistik 28 miljoner. Se även avsnittet nedan om dödssiffran.

## Hjälparbete

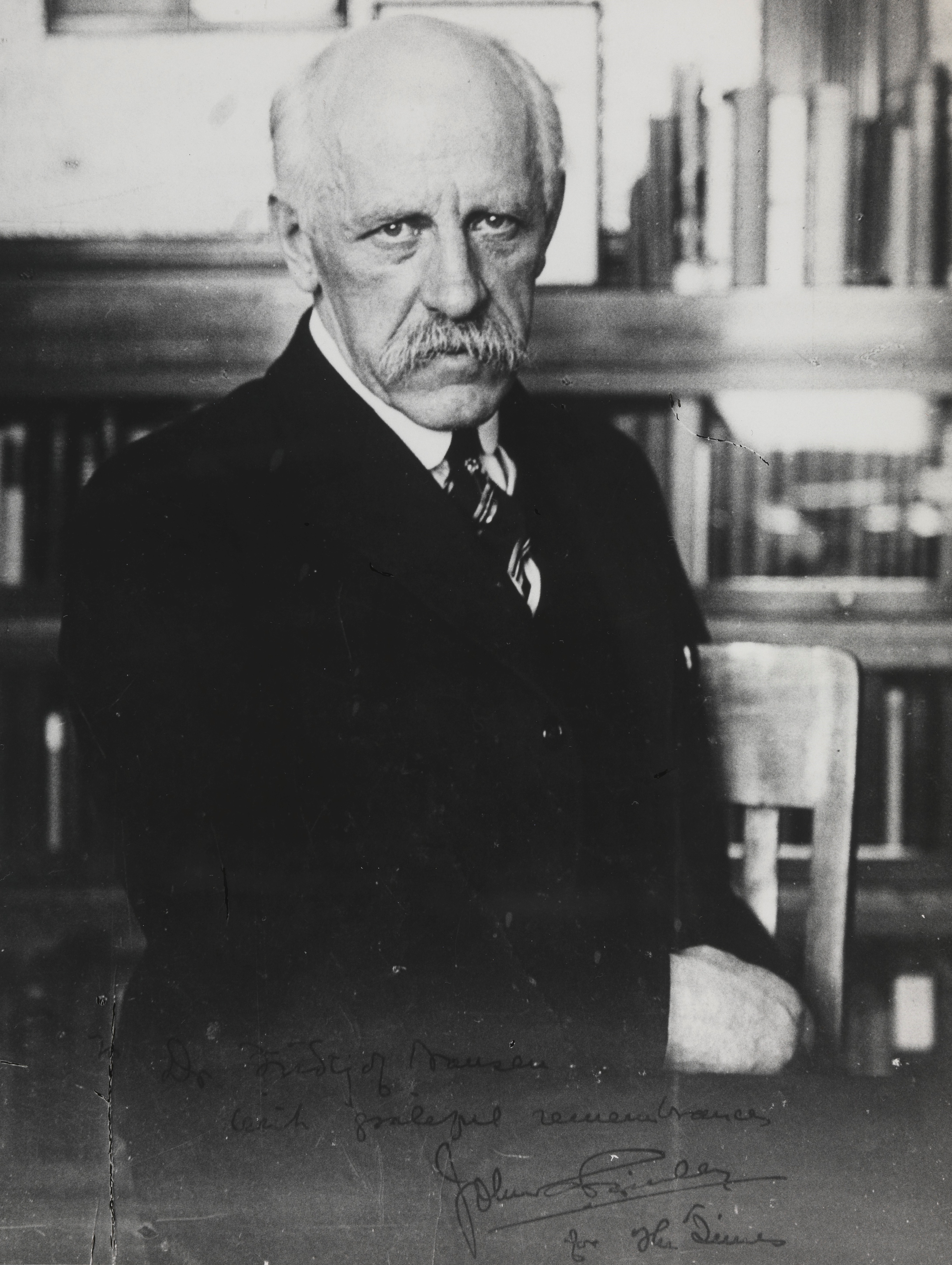
Den norska polarforskaren och diplomaten Fridtjof Nansen hedrades med Nobels fredspris 1922, delvis för sitt arbete som högkommissionär för hjälparbetet i Ryssland.

Första världskriget hade pågått sedan sommaren 1914 och ett hjälparbete för omsorg om krigsfångar och återuppbyggnad hade pågått i flera år. Genom Röda Korset kunde de krigsfångar, som var invalider och inte längre kunde bli fientliga soldater, återföras till sina hemländer. Mellan centralmakterna och Ryssland skedde den utväxlingen via neutrala Sverige. På plats i Ryssland leddes arbetet sedan 1915 av Elsa Brändström, som först i juli 1920 återvände till Sverige. I början av 1920 hade "Hjälpkommittén för krigsfångar i Sibirien" bildats i Stockholm, som på hösten 1920 fick tillstånd av Sovjet att sända ut tre delegater som i Moskva och i Sibirien delade ut pengar, kläder och medikamenter för att underlätta den kommande vintern. Elsa Brändström höll föredrag i Sverige och samlade in två miljoner kronor till kommittén.
Nationernas förbund grundades 10 januari 1920 och i april samma år kallades polarforskaren Fridtjof Nansen till att börja hjälpa krigsflyktingarna. Han utnämndes 1 september 1921 till NF:s högkommissionär för krigsflyktingar och såg bland annat till att 1922 börja utfärda Nansenpass till statslösa flyktingar. En märklig omständighet är, att Elsa Brändström och Fridtjof Nansen aldrig råkades.
USA var neutralt under krigets första år. Amerikaner i London hade hösten 1914 bildat en Commission for Relief in Belgium (engelska) för frivilligt bistånd till Belgien, under ledning av gruvingenjören Herbert Hoover, som var en skicklig organisatör och 1929 skulle bli USA:s president. Efter att USA i april 1917 hade inträtt i kriget, bildades i augusti 1917 United States Food Administration (engelska) med Hoover som ledare. Dess uppgift var att säkra livsmedelsförsörjningen, bland annat genom att köpa upp och beredskapslagra spannmål. När kriget var avslutat, inrättades i februari 1919 American Relief Administration (ARA, engelska) under ledning av Hoover. Dess uppgift var att stödja återuppbyggnaden i Europa. Mycket av hjälpen gick till den nybildade republiken Polen.
I slutet av april 1921 hade sovjetiska rådet för arbete och försvar (engelska) antagit en resolution om "kampen mot torkan". I maj och juni inledde Lenin uppköp av mat från utlandet. Man importerade 1 miljon ton spannmål för 92,6 miljoner guldrubel ur statens guldreserver, men mängderna räckte inte för att mätta arbetarbefolkningen och än mindre till bönderna. Fördelat på 25 miljoner invånare, skulle det bli bara 40 kg bröd per person. Samtidigt köpte bolsjevikregeringen ånglok från svenska Nohab för 200 miljoner guldrubel. Den 18 juni 1921 inrättades en Centralkommission för hjälp åt de hungrande (CK Pomgol, engelska) under ledning av Michail Kalinin och alla delar av samhället mobiliserades för frågan. Den 26 juni 1921 publicerade Pravda en artikel om hungersnöden i Volga-området och angav att den var allvarligare än hungersnöden 1891. I Lenins samlade skrifter finns en anteckning från början av juli, där han funderar över att man borde ta en halv miljon svältande ungdomar och skicka som armé mot det ännu självständiga Ukraina, där det fanns rika bönder och skördar.
I ett öppet brev[källa behövs] till alla nationer, daterat den 13 juli 1921, beskrev författaren Maksim Gorkij en misslyckad skörd som hade lett landet till hungersnöd. Den 2 augusti 1921 vädjade Vladimir Lenin tillsammans med Gorkij i ett öppet brev till "alla ärliga europeiska och amerikanska folk" att "ge bröd och medicin".
(Redan i början av april 1921 hade Gorkij vädjat om hjälp åt Rysslands vetenskapsmän och konstnärer. Det var då oklart om han var lojal eller i opposition mot bolsjevikregeringen. Hela året ryktades att han skulle resa genom Finland och Sverige till Tyskland och Frankrike för att vädja om hjälp, men endera myndigheterna eller sjukdom höll honom kvar. Hans hustru höll dock ett föredrag om nöden i Stockholm den 19 augusti. I oktober kom den sjuklige Gorkij till Helsingfors och den 4 november till Stockholm, varifrån han fortsatte söderut mot Tyskland.)
Herbert Hoover svarade omedelbart och förhandlingar med Ryssland ägde rum i Lettlands huvudstad Riga.  En europeisk insats leddes av den berömda polarforskaren Fridtjof Nansen genom Internationella kommittén för ryskt hjälparbete (ICRR)
Hoovers ARA hade redan fördelat mathjälp i hela Europa sedan 1914. Efter att tyskarna invaderade Belgien 1914 inrättade Hoover den belgiska hjälpkommittén för att lindra den förödelse och svält som följde. När första världskriget expanderade växte ARA, och spred hjälpsändningar i Frankrike och Tyskland från 1914 till 1919. 1920 och 1921 tillhandahöll den ett dagligt mål mat till 3,2 miljoner barn i Finland, Estland, olika ryska regioner, Lettland, Litauen, Polen, Ukraina, Tjeckoslovakien, Österrike, Ungern och Armenien. När hjälpsändningarna till Ryssland inleddes, planerade man att föda cirka en miljon ryska barn under ett helt år. Andra organ som American Friends Service Committee, British Friends' War Victims Relief Committee och Internationella Rädda Barnen, med British Save the Children Fund som den största bidragsgivaren, deltog också senare. Som historikern Douglas Smith skriver skulle livsmedelshjälpen sannolikt hjälpa till att "rädda det kommunistiska Ryssland från ruin".
Amerika var det första landet som svarade och Hoover utsåg överste William N. Haskell till att leda American Relief Administration (ARA) i Ryssland. Inom en månad var fartyg lastade med mat på väg till Ryssland. Den främsta bidragsgivaren till den internationella hjälpinsatsen skulle vara American Relief Administration (ARA), grundad och ledd av Hoover. Trots att planen var att ordna mat till en miljon människor, mestadels barn, livnärde man inom ett år mer än tio gånger fler.
ARA krävde full kontroll över hur hjälpen skulle fördelas och att mat skulle ges utan hänsyn till "ras, tro eller social status", ett villkor som angavs i avsnitt 25 i Riga-avtalet. Amerikanska talesmän sa att de också ville bygga magasin i Ryssland, skrev journalisten Charles Bartlett och förväntade sig att ha full tillgång till dem för att försäkra sig om att maten fördelas rätt. 
Hoover krävde också att Ryssland skulle använda delar av sitt guldinnehav för att betala kostnaderna för hjälpinsatsen. Han lyckades få 18 miljoner dollar från det ryska ledarskapet, 20 miljoner dollar från den amerikanska kongressen, 8 miljoner dollar från den amerikanska militären och ytterligare pengar från amerikanska välgörenhetsorganisationer, sammanlagt cirka 78 miljoner dollar. Efter att avtalet slutligen undertecknades i Riga, satte USA upp sitt första kök i Petrograd, där 1,6 miljoner människor redan hade svultit ihjäl.
Under nästan två år nu och längs en stridslinje mycket längre än västfronten har knappt två hundra amerikaner kämpat mot en grymmare fiende än någon av de allierade arméerna har mött. Från Östersjön till Kaspiska havet, från Krim till Uralbergen, har de kämpat mot hungersnöden, räddat fler liv än som förlorades i världskriget, räddat ett illa åtgånget folk från sjukdomar som hotade att svepa genom hela Europa, vunnit ärebetygelser från en stor men drabbad nation, övervunnit världshistoriens största utmaning!
Över tio miljoner människor gavs dagligen mat, huvudsakligen från ARA. ARA hade förmedlade över 768 miljoner ton mjöl, gryn, ris, bönor, fläsk, mjölk och socker, med ett värde över 98 miljoner dollar. För att transportera och fördela maten som samlats in i USA använde ARA 237 fartyg, under ledning av 200 amerikaner, och med hjälp av 125 000 ryssar på plats, som lossade, magasinerade, transporterade, vägde, tillagade och serverade maten i över 21 000 nyetablerade matsalar.
Men även efter att maten hade nått de hungrande, kom överste Haskell till Hoover med besked om en oväntad ny fara. Han förklarade att det saknades bränsle för uppvärmning och matlagning, och miljoner ryska bönder hade kläder som mestadels bestod av trasor, vilket skulle leda till en viss död på grund av köld under den nalkande vintern.
Bland de drabbade barnen bodde många på barnhem och andra institutioner, där de vanligen bara hade ett plagg, ofta av mjölsäckar, och de saknade skor, strumpor, underkläder eller vinterkläder. Även barn som bodde hemma hos sina föräldrar var i fara, de hade också otillräckliga kläder, vilket gjorde att de inte kunde ta sig till de amerikanska utspisningarna. Överste Haskell telegraferade till Hoover att minst en miljon barn hade ett extremt behov av kläder. Som svar initierade Hoover snabbt en plan för att samla in och skicka klädpaket till Ryssland, som skulle komma från donationer från individer, företag och banker.

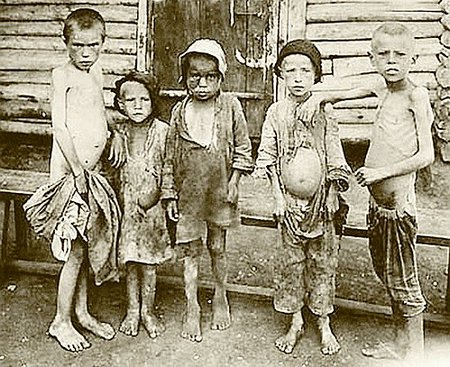
Svältande barn 1922.

De medicinska behoven var också överväldigande. Som konstaterats av Dr. Henry Beeuwkes, ledare för det medicinska hjälparbetet i Ryssland, försörjde amerikanerna över 16 000 sjukhus som behandlade mer än en miljon personer dagligen. Eftersom dessa institutioner var utspridda över områden med få järnvägar och ofta dåliga vägar, med några sjukhus över tusen kilometer från centrallagret i Moskva, var uppgiften monumental. Dr Louis L. Shapiro, en arméöverste som var en av ARA:s medicinska direktörer i Ryssland, påminde om att södra Ryssland hade föga mer än "leriga spår till vägar över ändlösa grässlätter." På en resa, utan reservdelar eller ordentlig bensin, körde han 240 kilometer på däck utan innerslangar, istället fyllda med halm.  "Efter att våra matbespisningar hade upprättats och våra kliniker kunde distribuera medicinska förnödenheter," sade Shapiro, "blev barn som hade ätit en diet av ler- och läderskrapningar ganska snabbt kryare." 
Enligt Dr. Beeuwkes var allt bristfälligt, inklusive sängar, filtar, lakan och den mesta medicinska utrustningen och läkemedel. Operationer utfördes i ouppvärmda operationsrum utan bedövningsmedel och ofta med bara händerna. Såren förbands med tidningar eller trasor. Vattnet förorenades och ledningarna var ofta oanvändbara.
Av medicinska förnödenheter bidrog ARA med 7 miljoner ton, som fraktades på sextioåtta olika fartyg. Enligt Dr Shapiro, när ARA lämnade Ryssland 1923, efter två års hjälpinsatser, "hade ryssarna dragits ut ur hunger och dödsfall. Jag kan säga utan att skryta att ingen hjälporganisation någonsin arbetat så hårt för att slutföra sin uppgift. "
I maj 1922 skrev Lev Kamenev, Moskvasovjetens president och vice ordförande för alla ryska hjälpkommittéer, ett brev till överste Haskell, tackade honom och ARA för dess hjälp, samtidigt som han hyllar det amerikanska folket.
Ryska folkets regering kommer aldrig att glömma den generösa hjälp som sträcktes dem i den fruktansvärda nöd och kris som hemsökte dem... Jag vill uttrycka, på den sovjetiska regeringens vägnar, min tillfredsställelse och tack till American Relief Administration, genom er person, för det betydande bistånd som den har gett till den drabbade befolkningen i Volga-området.
Sommaren 1923 uppskattades det att USA:s hjälpsändningar till Ryssland uppgick till mer än dubbelt så mycket som hjälpen till alla andra utländska organisationer tillsammans. Europeiska byråer som samordnats av ICRR utbespisade också två miljoner människor om dagen, medan den Internationella Rädda Barnen utspisade upp till 375 000. Verksamheten var farlig - flera hjälparbetare dog av kolera - och saknade inte kritiker, däribland London Daily Express, som först förnekade nödens allvar och sedan hävdade att pengarna skulle göra större nytta i Storbritannien. 

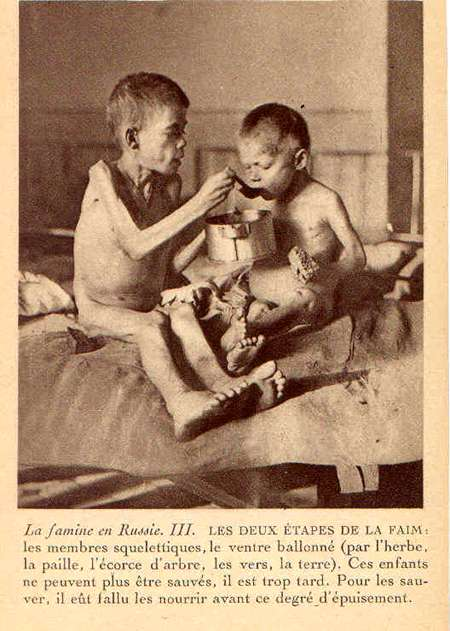
Nansens foton på vykort var avsedda att öka medvetenheten om hungersnöden.

Under hela 1922 och 1923, medan hungersnöden fortfarande var utbredd och ARA fortfarande tillhandahöll hjälpleveranser, exporterades den sovjetiska regeringen spannmål för att finansiera iståndsättandet av industrin; detta underminerade allvarligt det västerländska stödet för hjälparbetet. 
| Amerikas bidrag till hjälparbetet i Ryssland |               |
| -------------------------------------------- | ------------- |
| Barn utspisade dagligen                      | 4,173,339     |
| Vuxna utspisade dagligen                     | 6.317.958     |
| Maximalt antal utspisade dagligen            | 10 491 297    |
| Antal serverade måltider                     | 1 750 000 000 |
| Antal separata bespisningar öppnade          | 21.435        |
| Människor som fick kläder                    | 333,125       |
| Värdet av medicinska förnödenheter           | 7 685 000 $   |
| Sjukhus som fick förnödenheter               | 16 400        |
| Antal givna ympningar (enklare vaccin)       | 6.396.598     |
| Antal givna vaccinationer                    | 1.304.401     |
| Ton livsmedel levererade                     | 912,121       |
| Ton medicinska förnödenheter levererade      | 7500          |
| Antal använda amerikanska fartyg             | 237           |

## Dödssiffran
Som under andra stora hungersnöder skiljer sig uppskattningarna stort. En officiell sovjetpublikation i början av 1920-talet drog slutsatsen att cirka fem miljoner dödsfall inträffade 1921 på grund av hungersnöd och relaterad sjukdom: detta antal anges vanligen i läroböcker. Mer försiktiga bedömare räknar inte mer än en miljon, medan en annan bedömning, baserad på ARA:s medicinska avdelning, talade om två miljoner. Åt andra hållet talar vissa källor om tio miljoner döda. Enligt Bertrand M. Patenaude, "verkar ett sådant antal knappast överdrivet efter de många tiotals miljoner offer för krig, hunger och terror under 1900-talet".

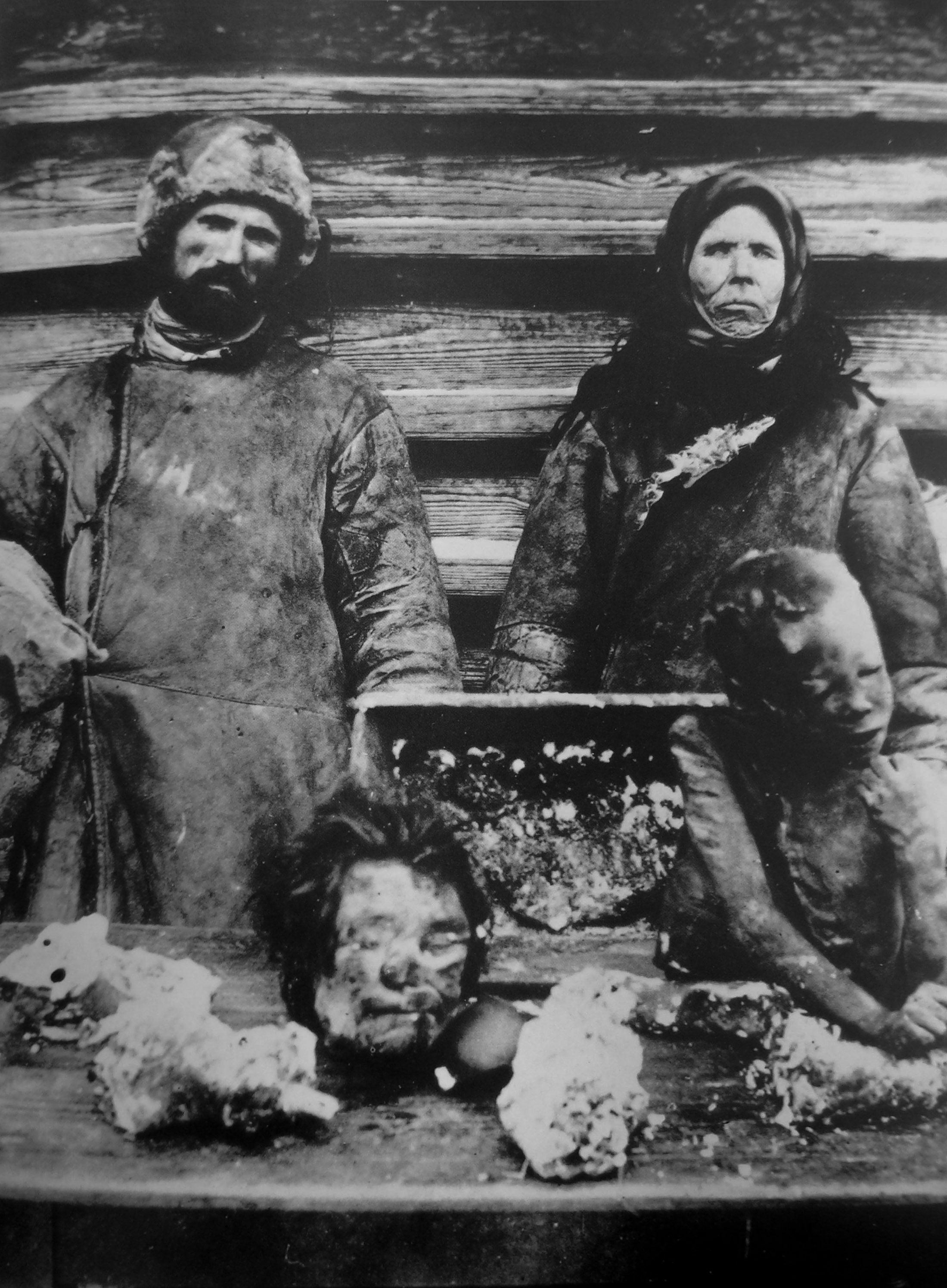
Kannibalism i Samara under ryska hungersnöden 1921–1922.
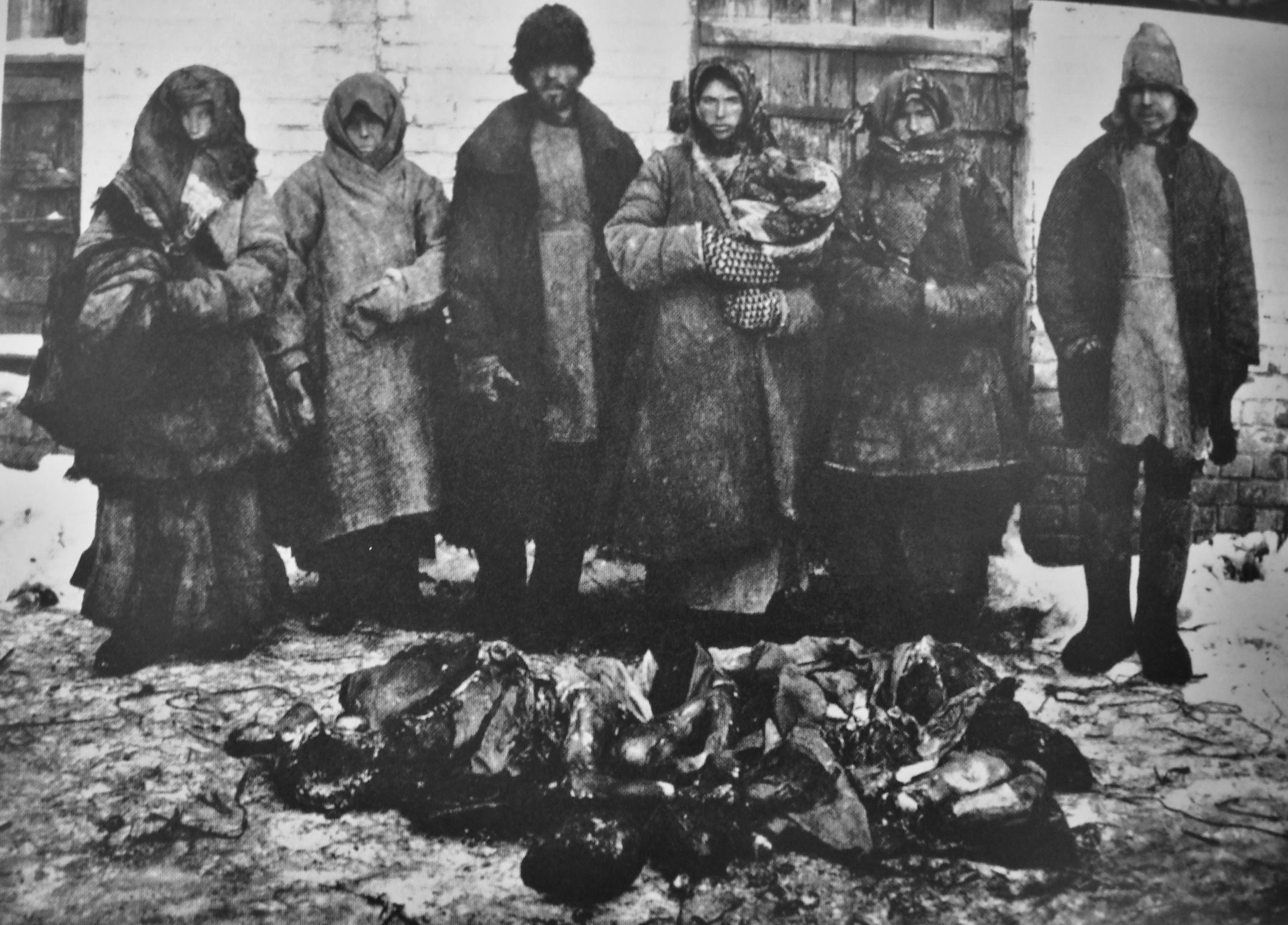
Sex bönder i Buzuluk och resterna av människor som de hade ätit under den ryska hungersnöden 1921–1922.
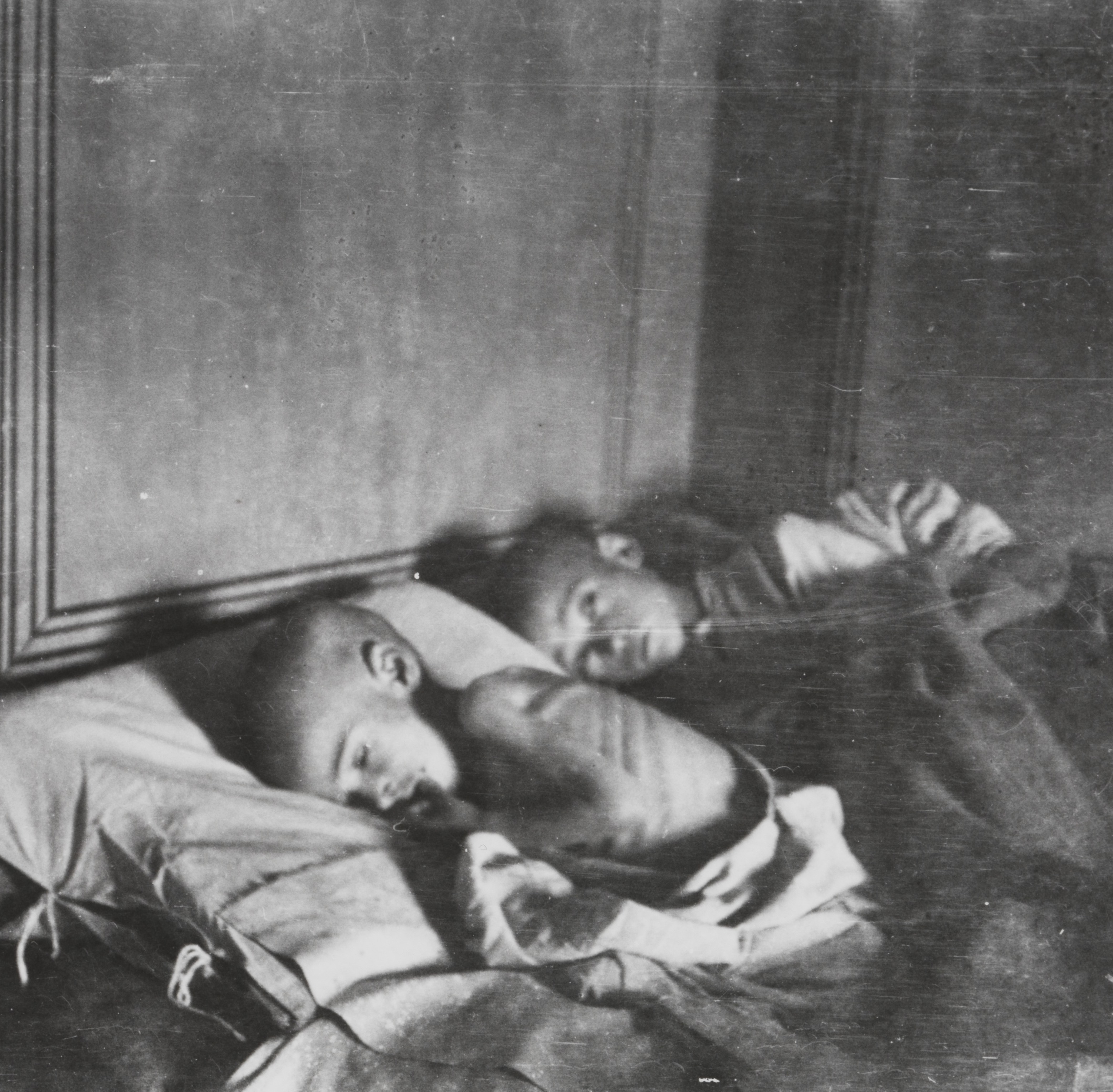
Fridtjof Nansens resa till Rysslands svältregioner 1921.
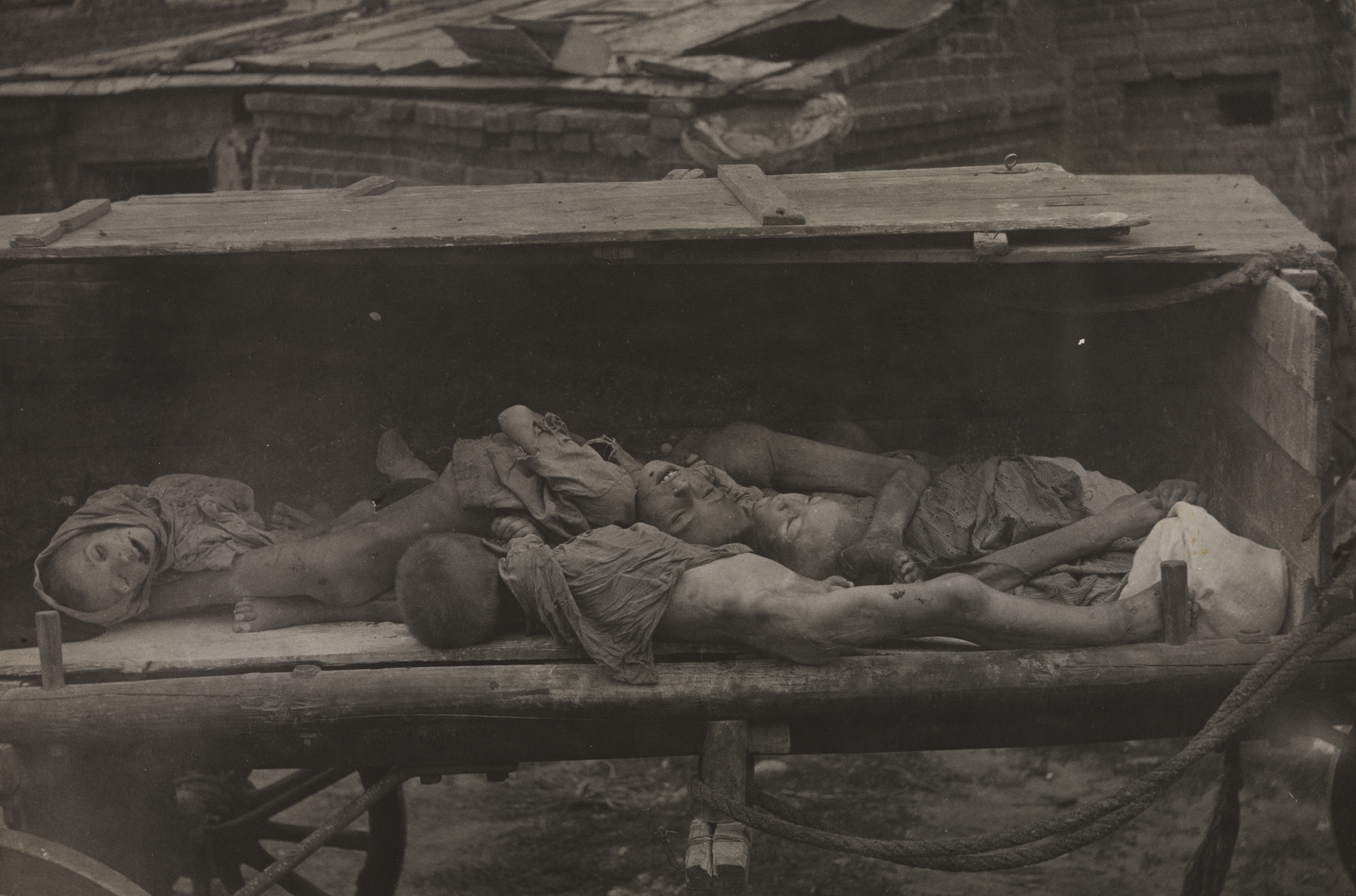
Barnlik uppsamlade på en vagn i Samara, 1921.
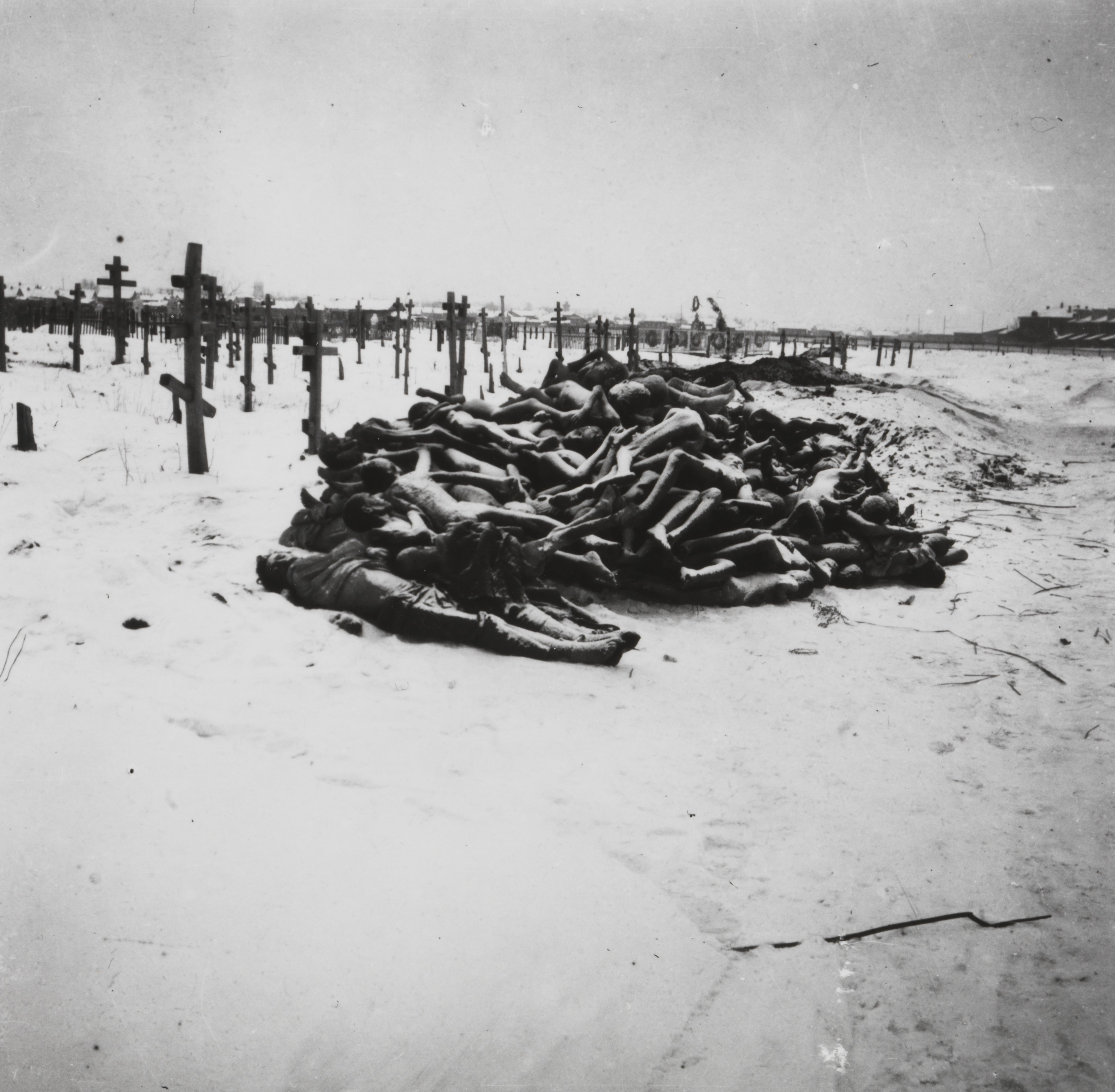
Offer för hungersnöden i Buzuluk, nära Samara.
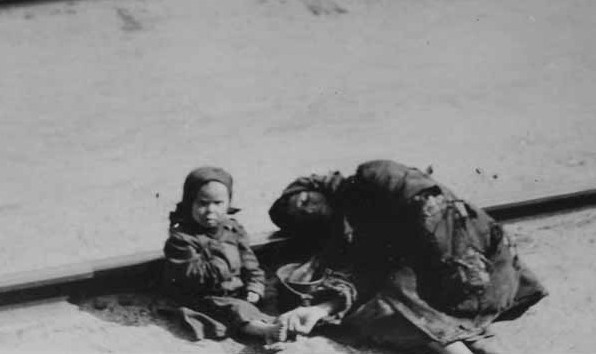
Offer för ryska hungersnöden 1922.
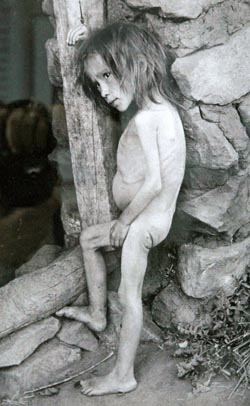
Svältande rysk flicka i Buguruslan, 1921.
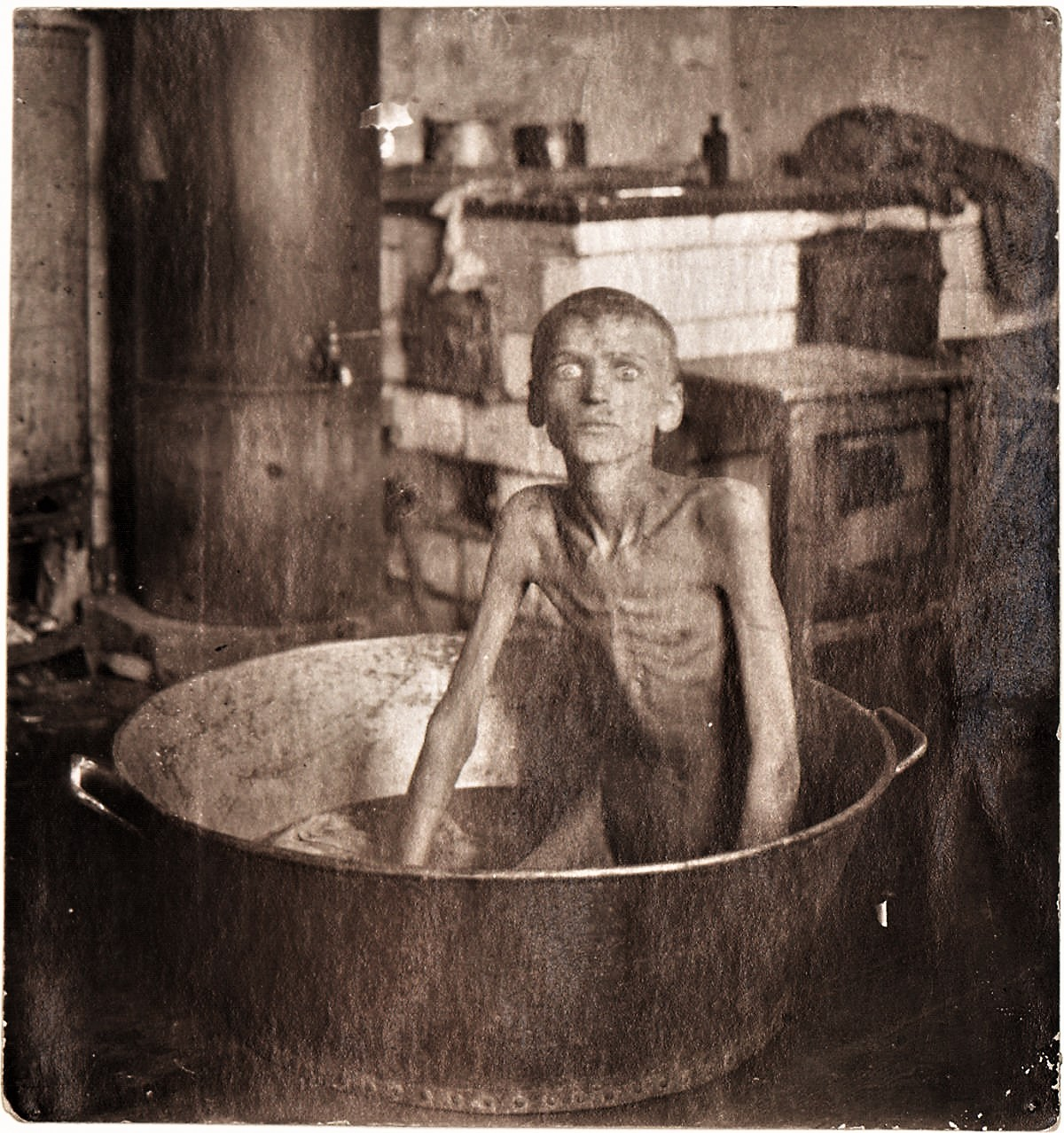
Svältande pojke från en by i Ukraina (1921–1922).
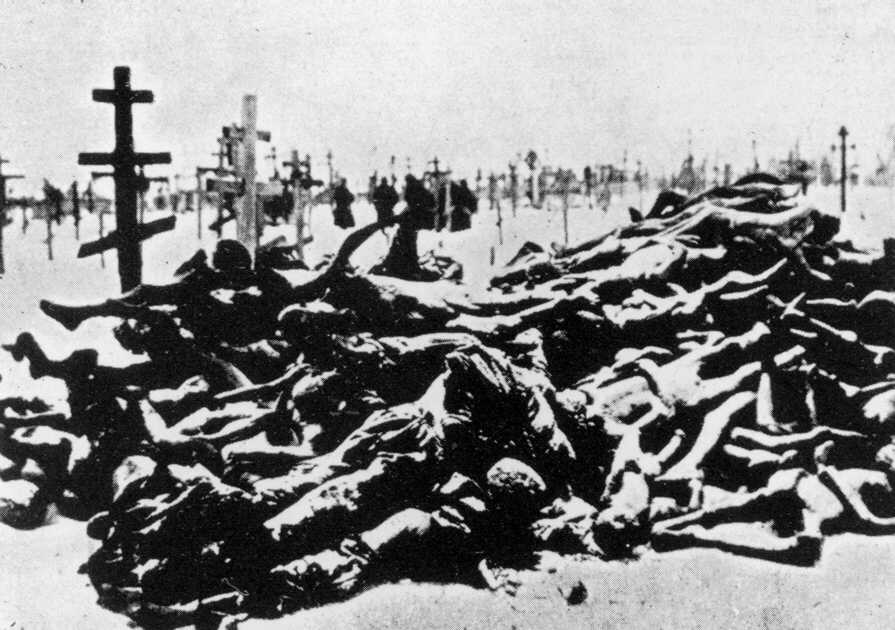
Offer för hungersnöden 1921 under det ryska inbördeskriget.

## Politiskt utnyttjande
Svälten uppträdde efter sex och ett halvt år av oroligheter och våld (första världskriget, sedan de två ryska revolutionerna 1917, sedan det ryska inbördeskriget). Många olika politiska och militära fraktioner var inblandade i dessa händelser, och de flesta av dem har anklagats av sina fiender för att ha bidragit till, eller till och med ensamt ansvar för, hungersnöden.
Bolsjevikerna inledde 1922 en kampanj för att beslagta kyrkans egendom. Det året beslagtogs egendomar till ett värde av 4,5 miljoner guldrubel. Därav användes en miljon guldrubel för hungersnöden. I ett hemligt brev från 19 mars 1922 till politbyrån uttryckte Lenin en avsikt att avsätta flera hundra miljoner guldrubel för hungersnöd.
I sitt hemliga brev till politbyrån förklarar Lenin att hungersnöden erbjuder en chans att slå till mot kyrkan. Richard Pipes hävdade att hungersnöden användes politiskt som en ursäkt för bolsjevikledningen att förfölja den ortodoxa kyrkan, som hade stort inflytande över bondbefolkningen. 
Anti-bolsjevikiska (vita) ryska emigranter i London, Paris och andra ställen använde hungersnöden för att i media lyfta fram sovjetregimens missgärningar för att förhindra handel med och det officiella erkännandet av den bolsjevikiska regeringen.

### Fotnoter
1. ↑  . http://soviethistory.msu.edu/1921-2/famine-of-1921-22/.
2. ↑  Francis Haller (12 August 2003), ”Famine in Russia: the hidden horrors of 1921 - ICRC (translation)”, Le Temps (published by ICRC), https://www.icrc.org/en/doc/resources/documents/article/other/5rfhjy.htm, läst 14 mars 2019
3. ↑  Francis Haller (12 August 2003), ”Secours en temps de paix - la famine en Russie - CICR”, Le Temps (published by ICRC), https://www.icrc.org/fr/doc/resources/documents/misc/5qkjlh.htm, läst 14 mars 2019
4. ↑  Gaworek, Norbert H. (1975). ”From Blockade to Trade: Allied Economic Warfare Against Soviet Russia, June 1919 to January 1920”. Jahrbücher Für Geschichte Osteuropas.
5. ↑  Richard Pipes (2011). Russia Under the Bolshevik Regime. Knopf Doubleday. Sid. 413–19. ISBN 9780307788610. https://books.google.com/books?id=pfNEY931UzYC&pg=PA416.
6. 1 2  Kennan 1961.
7. ↑  Mawdsley, Evan (2007). The Russian Civil War. New York: Pegasus Books. Sid. 287. ISBN 9781681770093. https://archive.org/details/russiancivilwar00evan.
8. ↑  ”New Buffer States in 1921?”. Soviet Russia: A Weekly Journal of Information (Jacob Wittmer Hartmann). 1 januari 1921. https://www.marxists.org/history/usa/pubs/srp/v4-5-soviet-russia%20Jan-Dec%201921.pdf. Läst 3 januari 2024.
9. ↑  Carr, EH, 1966, The Bolshevik Revolution 1917–1923, Part 2, p. 233.
10. ↑  Chase, WJ, 1987, Workers, Society and the Soviet State: Labour and Life in Moscow 1918–1929 pp. 26–27.
11. ↑  Nove, A, 1982, An Economic History of the USSR, p. 62, cited in Flewers, Paul. ”War Communism in Retrospect”. War Communism in Retrospect. http://www.whatnextjournal.co.uk/Pages/Back/Wnext5/Warcomm.html. Arkiverad 10 mars 2018 hämtat från the Wayback Machine. ”Arkiverade kopian”. Arkiverad från originalet den 10 mars 2018. https://web.archive.org/web/20180310005310/http://www.whatnextjournal.co.uk/Pages/Back/Wnext5/Warcomm.html. Läst 8 april 2021.
12. ↑  ”WILSON RENEWS HUNGER LOAN PLEA”. The New York Times. 28 January 1920. https://query.nytimes.com/gst/abstract.html?res=9806E2D9123FE432A2575AC2A9679C946195D6CF.
13. ↑   Революция и гражданская война в России: 1917—1923 гг. Энциклопедия в 4 томах (Revolution och inbördeskrig i Ryssland 1917—1923, encyklopedi i 4 band). Большая энциклопедия. Terra, Moskva. 2008. sid. 446 i del 1. ISBN 978-5-273-00561-7
14. 1 2  Elsa Björkman-Goldschmidt (1969). Elsa Brändström. sid. 189-191
15. ↑  Vladimir Lenin (1974). Полное собрание сочинений. "Band 44" (5:e upplagan). sid. 67
16. 1 2 3 4  Bartlett, Charles. "U.S. Food Relief for Communists?", Enquirer and News, Battle Creek, MI, 2 August 1962
17. 1 2 3  "A century ago America saved millions of Russians from starvation", The Economist, 11 november 2019
18. ↑    Fridtjof Nansen and European Food Aid in Bolshevik Russia and Ukraine in 1921–1923, Cairn, 2009, https://www.cairn-int.info/article-E_MATE_095_0002--fridtjof-nansen-and-european-food-aid.htm
19. 1 2 3  Masters, Ann V. "Herbert Hoover's Humanitarian Corp Plans 32nd Reunion", Bridgeport Sunday Post (Bridgeport, Connecticut), 18 April 1965 p. 5
20. 1 2  "American Relief Administrating", Indiana Evening Gazette, 25 October 1921
21. ↑   Famine in Russia: the hidden horrors of 1921, ICRC, http://www.icrc.org/Web/Eng/siteeng0.nsf/html/5RFHJY Arkiverad 19 juli 2010 hämtat från the Wayback Machine.; Luke Kelly, British Humanitarian Activity and Russia, 1890-1923 (Palgrave Macmillan, 2017), pp. 159-211.
22. ↑  "The Russian Job: The Forgotten Story of How America Saved the Soviet Union from Ruin", Amazon review
23. ↑  Smith, Douglas. The Russian Job, Farrar, Straus and Giroux (2019)
24. ↑   International news, "442", Newsreel, 1921, https://archive.org/details/gov.archives.arc.88967
25. 1 2 3 4 5 6  Ramsey, W. Howard. "Two Hundred Americans Return Victorious From War On Russian Famine and Pestilence", News-Journal, (Mansfield, Ohio), 11 Aug. 1923 p. 7
26. 1 2  "Banks in State to Aid Relief. American Relief Administration Organizes to Send Clothing to Russian Children", The Spokesman Review, (Spokane, WA) 19 Nov. 1922
27. ↑  "Admit America Saved Russia", AP, Los Angeles Times, 6 May 1922 p. 6
28. ↑  "Russian Relief Still Continues", Kenosha Evening News, (Kenosha, Wisconsin,) 28 August 1923 p. 4
29. ↑   The Making of Humanitarian Visual Icons: On the 1921-1923 Russian Famine as Foundational Event. Palgrave Macmillan. 3 January 2012. Sid. 68. ISBN 9781137012869.
30. ↑  ”FAMINE AND RELIEF 1921”, The Routledge Atlas of Russian History, Routledge, 2013-04-03, s. 102–102A, doi:10.4324/9780203074473-102, ISBN 9780203074473
31. ↑  Breen 1994.
32. ↑   Stalin and the Soviet Famine of 1932–33 Revisited, June 2007, s. 663–93, doi:10.1080/09668130701291899.
33. ↑   Famine in the Ukraine, 1932–33, s. 174–78.
34. ↑  Norman Lowe. Mastering Twentieth-Century Russian History. Palgrave, 2002. p. 155.
35. ↑  Bertrand M. Patenaude. The Big Show in Bololand. The American Relief Expedition to Soviet Russia in the Famine of 1921. Stanford University Press, 2002. p. 197.
36. ↑  How the U.S. saved a starving Soviet Russia: PBS film highlights Stanford scholar's research on the 1921-23 famine Stanford News
37. ↑  Bertrand M. Patenaude. The Big Show in Bololand. The American Relief Expedition to Soviet Russia in the Famine of 1921. Stanford University Press, 2002. pp. 197–198.
38. ↑  Academia.edu
39. ↑  А. Г. Латышев. Рассекреченный Ленин. — 1-е изд. — М.: Март, 1996. — Pages 145—172. — 336 с. — 15 000 экз. — ISBN 5-88505-011-2.
40. 1 2  Н.А. Кривова, "Власть и церковь в 1922-1925гг"
41. ↑  Pipes 1995, sid. 415.
42. ↑  Jansen, Dinah (2015). After October: Russian Liberalism as a Work-in-Progress, 1917–1945. Kingston: Queen's University.